# 馬里科
馬里科·扎雅茨（Marek Zając，1973年9月17日—），生於波蘭克拉科夫，已退役波蘭足球運動員，司職後衛。

## 球會生涯
馬里科生於波蘭克拉科夫，球員時代曾經效力波蘭及土耳其球會，並兩度代表波蘭國家隊上陣，於2003年在土耳其受傷3個月，而受傷後歐洲的轉會窗已關閉，但亞洲的轉會窗仍然開放，使馬里科收到來自有不少長期養傷球員並急需球員的中國球會深圳健力寶來電，正符合他們條件的馬里科抵達深圳兩三周後，便獲得球會合約，跟球隊進行季前集訓隨後正式加盟深圳健力寶，而當賽季他隨隊奪得首屆中超冠軍，並且獲得參加2005年亞冠盃的資格，到2006年年賽季結束後，馬里科成為自由身，而當時西安國際有意與其簽約，雙方幾乎已簽訂合同，但屬會深圳健力寶半路殺出又把他搶回來，於是馬里科繼續留隊效力，到2008年賽季主場對天津泰達第18輪聯賽中，打進一球讓馬里科以35歲零11天成為中超聯賽和深圳隊史上最大年齡的進球球員，直到2009年深圳因更換新東家棄用2008年賽季的全部外援球員，使作為球隊隊史上效力時間最長外援之一的馬里科結束在深圳健力寶的生涯，隨後他被剛剛降入中甲的遼寧宏運相中，其通過試訓順利加盟，在幫助遼寧奪得2009年賽季中甲冠軍重返中超聯賽後馬里科選擇退役。

## 教練生涯
馬里科掛靴定居深圳加入剛由降班中甲聯賽的深圳鳳凰（半賽季後被廣州富力再接手）教練組，並一度預備復出以備不時之需，及後在球隊及時簽齊四名外援後作罷，結果他隨隊獲得當季中甲聯賽亞軍並沖超成功，直到2012賽季中途，馬里科離開廣州富力，到2013年中選擇與另一名曾在深圳健力寶效力的外援施夫高域從最底層開始指導小朋友，一同在深圳開辦青少年足球培訓機構簽約至母隊深圳紅鑽旗下展開教練生涯，到2016年獲歐洲足協專業教練資格後獲烏干達國家隊邀請執教，到2017年8月，他獲委任為由中超球會廣州富力組建及營運的港超聯球會R&F富力總教練，直到2018年3月12日，馬里科與富力達成協議離任主教練一職，而在他執教R&F富力期間於各項賽事合共18場取得6勝1和11負的成績。